# آی‌سی‌اف اینترنشنال
آی‌سی‌اف اینترنشنال (انگلیسی: ICF International) شرکت خدمات حرفه‌ای آمریکایی است، که در سال ۱۹۶۹ تأسیس شد.